# Grimsby, Ontario
Grimsby är en ort i Kanada.   Den ligger i provinsen Ontario, i den sydöstra delen av landet, 400 km sydväst om huvudstaden Ottawa. Grimsby ligger 88 meter över havet och antalet invånare är 25 325.
Terrängen runt Grimsby är huvudsakligen platt, men västerut är den kuperad. Närmaste större samhälle är Stoney Creek, 16,3 km väster om Grimsby. 
Omgivningarna runt Grimsby är en mosaik av jordbruksmark och naturlig växtlighet. Runt Grimsby är det ganska tätbefolkat, med 179 invånare per kvadratkilometer.